# Mleczków
Mleczków – wieś w Polsce położona w województwie mazowieckim, w powiecie radomskim, w gminie Zakrzew. Ma status sołectwa. Miejscowość położona jest przy drodze wojewódzkiej 740 Radom - Potworów.
| SIMC    | Nazwa            | Rodzaj    |
| ------- | ---------------- | --------- |
| 0642543 | Mleczków-Kolonia | część wsi |

W latach 1975–1998 miejscowość administracyjnie należała do województwa radomskiego.
Wierni Kościoła rzymskokatolickiego należą do parafii św. Stanisława w Cerekwi.

## Historia
Mleczków założyli starostowie radomscy. Była to wieś królewska. Pierwsza pisana informacja o niej pochodzi z lat 1470-1480 z kronik Jana Długosza. Nazwa pochodzi od staropolskiego imienia Mleczek, Mleczko.
Dnia 29 I 1549 roku Mleczków stał się prywatną własnością szlachecką. Król Zygmunt August nadal te wieś i kilka innych miejscowości Stanisławowi Podlodowskiemu. Sposób, w jaki to się stało, warty jest wyjaśnienia, ponieważ pokazuje stan ówczesnych elit politycznych naszego kraju.
Stanislaw Podlodowski, stolnik sandomierski, pochodził ze znanej rodziny z Przytyka. Należał do najważniejszych postaci w powiecie radomskim, a ceniono go w całym kraju. Jego córka, Dorota, została żoną Jana Kochanowskiego z Czarnolasu. Podlodowski kupił w 1545 roku przywilej wójtostwa w Radomiu. Z tym dożywotnim przywilejem wiązały się określone profity, w tym szósta cześć dochodów z trzech wsi należących do mieszczan radomskich: Dzierzkowa, Gołębiowa i Woli Gołębiowskiej. Jednak Stanisław Podłodowski znalazł stary dokument, podpisany przez Kazimierza Wielkiego z 1350 roku, który można było zinterpretować w ten sposób, że te trzy miejskie wsie powinny należeć w całości do uposażenia wójta. Pokazał więc ten dokument królowi.
Był to czas, kiedy z miastami mniej się liczono, a dodatkowo król szukał stronników przed zbliżającym się sejmem i sprawą, jaką miano tam roztrząsać, było jego małżeństwo z Barbarą Radziwiłłówną. Królowi zależało na przychylności znanego mówcy sejmowego, jakim był Stanisław Podłodowski. Dnia 6 VI 1548 roku kancelaria królewska wydała więc dokument, na podstawie którego trzy wsie miejskie miały odtąd należeć zawsze (a nie tylko w dożywocie) do rodziny Podlodowskich i jej następców. Jednak mieszczanie radomscy nie dali za wygraną. Wystosowali protest, a mieli silne argumenty. Posiadali mianowicie dokument z 1360 roku, w którym król Kazimierz Wielki kasował postanowienie z 1350 roku. Dokument ustalał dochody wójtów radomskich na szóstą część dochodów z kilku / kilkunastu wsi. Podłodowski z pewnością wiedział o tym dokumencie, ale nie ujawnił tego przed królem. Monarcha nie miał innego wyjścia, jak unieważnić darowiznę na rzecz Podlodowskich, ale zwlekał z decyzją.
Tymczasem w październiku 1548 roku rozpoczął się sejm walny, na którym posłem był Podlodowski. Małżeństwo królewskie stało się głównym tematem obrad sejmowych, a Podlodowski wygłosił płomienną mowę krytykującą króla. Wokół stolnika sandomierskiego skupiła się opozycja domagająca się unieważnienia małżeństwa. Sejm ciągnął się tygodniami. Podlodowski wygłaszał kolejne antykrólewskie przemówienia, aż nagle dwa tygodnie przed końcem obrad szlachcic zamilkł. Opozycja straciła lidera i sprawa małżeństwa królewskiego została zakończona. W grudniu 1548 roku sejm rozjechał się do domów. Dziwne zachowanie Podlodowskiego wyjaśniło się 29 I 1549 roku, kiedy to król dokonał zamiany dóbr. W zamian za wsie: Dzierzków, Gołębiów i Wola Gołębiowska należące do Podlodowskiego, Zygmunt August darował mu królewskie wsie: Mleczków, Mazowszany, Blizocin i Wola Blizocka. Dzień później król wsie: Dzierzków, Gołębiów i Wola Gołębiowska przekazał prawowitym właścicielom, czyli mieszczanom radomskim. Tak więc skarb państwa nic nie zyskał, a stracił cztery bogate wsie. Taka była cena uspokojenia opozycji sejmowej. Stanisław Podlodowski zmarł latem 1550 roku, a Mleczków i inne dawne wsie królewskie objęli w posiadanie jego następcy. 
Sprawa stała się głośna i była przedmiotem obrad sejmowych z 1569 roku, kiedy to transakcję unieważniono. Jednak Podlodowscy orzekli, że mogą zwrócić wsie królewskie, ale w zamian za Dzierzków, Gołębiów i Wolę Gołębiowską! Sprawa ciągnęła się 10 lat, aż za czasów Stefana Batorego powołano specjalną komisję. Jednak Podlodowscy, działając zakulisowo, doprowadzili do tego, że komisja ustaliła raport stwierdzający, że skarb państwa nie stracił, ale nawet zyskał na tej transakcji! Sprawa została zamknięta.
W 1564 roku komisja królewska zlustrowała wieś Mleczków, traktując ją jeszcze jako wieś królew-ska. Według tej lustracji we wsi mieszkało 10 kmieci, a każdy z nich uprawiał łan ziemi. Była to więc bogata wieś. Każdy z kmieci płacił po 24 grosze podatku. Oddawali też zwyczajowe daniny w postaci owsa, pszenicy, żyta, jaj i kur. We wsi były trzy karczmy. Mieszkańcy Mleczkowa zobowiązani byli do pracy na polach folwarcznych w czasie żniw i sianokosów. Mieli też obowiązek oddania całego wolu wtedy, gdy przez wieś przejeżdżał orszak królewski.
Wieś należała od 1550 roku do Jana Podlodowskiego, syna Stanisława Podlodowskiego.
Po Podlodowskich wieś przeszła na własność spokrewnionych z nimi Kochanowskich. Ci jednak sprzedali ją Kuroszom.
W 1774 roku Mleczków kupił Bartłomiej Zdziechowski, który dziedziczył w tej wsi również w 1789 roku. Jego synem był Romuald Zdziechowski. Przedstawiciele tej rodziny założyli pobliską osadę. Zdziechów.
Na początku XX wieku ziemię folwarczną w Mleczkowie rozparcelowano, a największą jej część kupił pan Pudzianowski.